# Himyar
Himyar was een koninkrijk in Jemen van de 2e eeuw v.Chr tot de 6e eeuw n.Chr. Het koninkrijk, dat in 110 v.Chr. gevestigd werd vanuit de hoofdstad Zafar, veroverde het naastliggende Saba in 25 v.Chr., Qataban in 200 n.Chr. en Hadramaut in 300 n.Chr. Daarna hield Himyar aanvallers af tot 525 n.Chr., toen christelijke veroveraars binnenvielen.

## Geschiedenis
Himyar was een dominante staat in Arabië tot 525 n.Chr. Hun economie was gebaseerd op de landbouw, en hun export bestond vooral uit wierook en mirre. Vele jaren vormden de Himyaritische handelaren een tussenpersoon tussen Oost-Afrika en de Mediterrane wereld. Vaak werd via Himyar Afrikaans ivoor in het Romeinse Rijk verhandeld. Schepen van Himyar zeilden langs de Oost-Afrikaanse kust.

### Vroege periode (115 v.Chr. – 300 n.Chr)

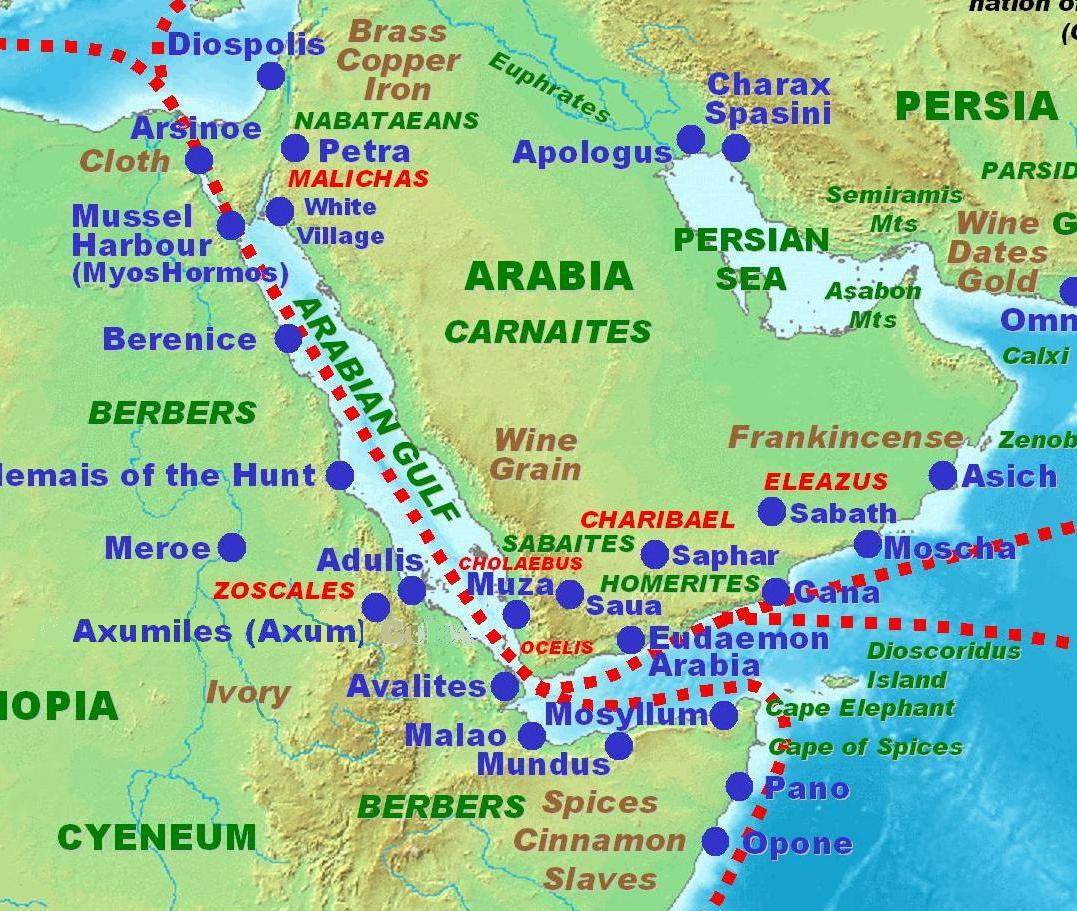
Volgens antieke bronnen besloeg Himyar het zuidelijke punt van het Arabisch Schiereiland in de eerste eeuw n.Chr.

In de periode (115 v.Chr. – 300 n.Chr.) veroverde Himyar de koninkrijken Saba en Qataban. In het begin van de 2e eeuw n.Chr. splitsten Saba en Qataban zich weer af. Qataban werd echter een aantal decennia later veroverd door de Hadramieten, die zelf ook weer veroverd werd door Himyar in de vierde eeuw n.Chr. Saba werd door Himyar ingenomen tegen het eind van de derde eeuw.
De ruïnes van Zafar liggen nog steeds op de berg Mudawwar, in de buurt van het dorp Yarim. Tegen het eind van de 3e eeuw n.Chr. raakte Himyar in verval. Dat had een aantal oorzaken. In het noorden lag het koninkrijk Nabatea, dat de Himyaritische handel blokkeerde. De Romeinen verkregen het alleenrecht over de handel op de Rode Zee door hun verovering van Egypte en Syrië. Ook voerden de stammen van Himyar onderling oorlog. Hierdoor kreeg Himyar te maken met een grote achteruitgang.

### Vanaf 300 n.Chr. tot de komst van de islam in Jemen
Vanaf 300 n.Chr. ging het dagelijks leven in Himyar gepaard met wanorde en onrust. Uiteindelijk leidden buitenlandse oorlogen ertoe dat Himyar ten onder ging. Axum, een christelijke staat in het huidige Ethiopië en Eritrea, viel Tihamah en Najran binnen in 340 n.Chr., gebruikmakend van een burgeroorlog binnen Himyar. Rond 378 n.Chr. wist Himyar de Axumieten te verjagen, maar uiteindelijk zorgden overstromingen van de Ma'ribdam (450-451 n.Chr) ervoor dat een hongersnood het rijk zodanig verzwakte en daarmee dus de aanstoot gaf tot de instorting van Himyar.
Rond de vijfde eeuw n.Chr. bekeerden enkele koningen van Himyar zich tot het Jodendom. Dit had een politieke reden: door de hevige competitie en rivaliteit tussen het christelijke Byzantijnse Rijk en het zoroastrische Perzië, was het van vitaal belang neutraal te blijven om de Arabische handelsroutes welvarend te houden.

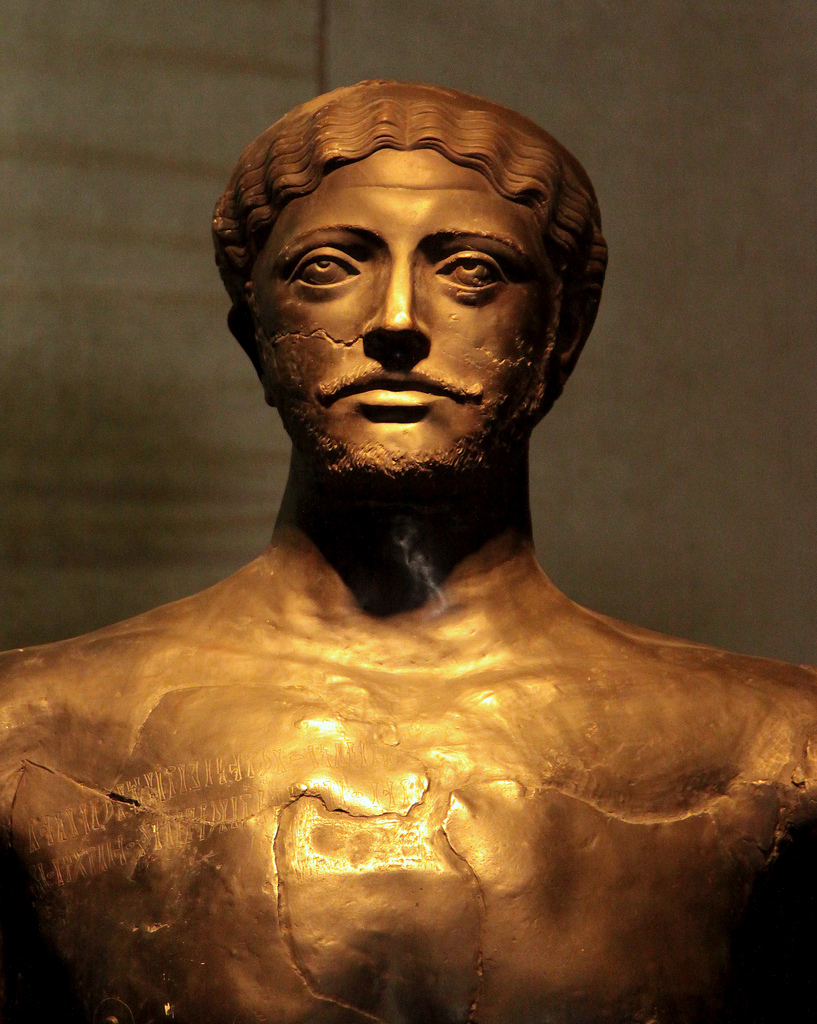
Bronzen beeld van Dhamar Ali Yahbur (eind derde eeuw n.Chr. – begin vierde eeuw n.Chr.

Rond het jaar 500 n.Chr. maakte de koning van Himyar, Abu-Kariba Assad plannen voor een militaire campagne naar het noorden van Arabië, om de Byzantijnse invloed teniet te doen. De Byzantijnse keizers waren er al langer op uit om hun invloed over het Arabisch schiereiland te verspreiden, om zo de controle te krijgen over de specerijenhandel en de specerijenroute naar India. De Byzantijnen wilden een protectoraat stichten in Arabië, en de heidens Arabieren bekeren tot het christendom. Volgens hen was dat zelfs lucratief voor de bevolking, zoals in Ethiopië. In het noorden van Arabië verliep de bekering redelijk, maar de Byzantijnen hadden minder succes in Himyar.
Abu-Kariba’s troepen bereikten Yathrib, waar ze geen tegenstand geboden kregen van de bevolking. Hij liet zijn zoon achter als gouverneur, en Abu-Kariba vertrok weer. Hij was nog maar amper uit de stad, toen hij bericht kreeg dat de inwoners van Yathrib zijn zoon vermoord hadden. Verbitterd keerde hij terug naar de stad, om wraak te nemen. Nadat hij alle dadelpalmen rond de stad, de voornaamste bron van inkomst van Yathrib, omgehakt had, belegerde hij de stad. De Joodse inwoners vochten zij aan zij met de heidense verdedigers van de stad, om de Himyaritische troepen van de muren te houden.  Tijdens de belegering werd Abu-Kariba ernstig ziek. Twee joodse geleerden hoorden daarvan, en gebruikten hun kennis om de koning te genezen. Daarna overtuigden ze hem om de aanval af te blazen en vrede te sluiten.
Niet alleen sloot hij vrede, Abu-Kariba bekeerde zich ook tot het jodendom, en hij nam de twee Joodse geleerden mee naar Himyar, waar hij van de bevolking eiste dat ze zich ook bekeerden tot het jodendom. 
Abu-Kariba regeerde niet lang na zijn bekering; door zijn oorlogszuchtige aard voerde hij veel oorlog. Waarschijnlijk is hij vermoord door zijn eigen soldaten, uitgeput door zijn constante oorlogsvoering. Hij had drie zoons: Hasan, Amru en Zorah, die alle drie minderjarig waren toen Abu-Kariba stierf. zodra Abu-Kariba gestorven was, nam een heidense koning, genaamd Dhu-Shanatir, het bewind over.
De Joodse monarchie in Himyar overleefde de tand des tijds nog enkele decennia. Uiteindelijk werd het veroverd tijdens de regeringsperiode van Dhu Nuwas, die in 523 n.Chr. het gebied van de christelijke Najran binnenviel. Hij slachtte de bevolking af. Toen de koning van Axum, een christelijk koninkrijk in Oost-Afrika, dat ter hore kwam, viel hij Himyar in 525 n.Chr. binnen en stootte Dhu Nuwas van de troon.